# Îles Secos
Les îles Secos (Ilhéus Secos, parfois dénommées Ilhéus do Rombo) sont un archipel composés trois îles principales et deux îlots inhabités du Cap-Vert. 
Il s'agit d'une réserve naturelle. L'archipel est également classé zone importante pour la conservation des oiseaux.

## Composition
- Ilhéu Grande
- Ilhéu Luis Carneiro
- Ilhéu Cima
- Ilhéu Sapado
- Ilhéu do Rei

## Avifaune
Ces îles abritent essentiellement des oiseaux marins : Océanite frégate (Pelagodroma marina) avec plusieurs milliers de terriers en 1989, Puffin de Boyd (Puffinus boydi), Puffin du Cap-Vert (Calonectris edwardsii), Océanite de Castro (Oceanodroma castro), Pétrel de Bulwer (Bulweria bulwerii), Fou brun (Sula leucogaster) avec 50 couples entre 1986 et 1990 (plusieurs milliers environ 100 ans auparavant) et Phaéton à bec rouge (Phaethon aethereus) avec 5 à 10 couples entre 1986 et 1990 (plusieurs centaines environ 100 ans auparavant). Le Faucon pèlerin de la sous-espèce endémique madens a été découvert au milieu des années 1960 et 15 à 20 couples se reproduisent actuellement.

## Notes et références

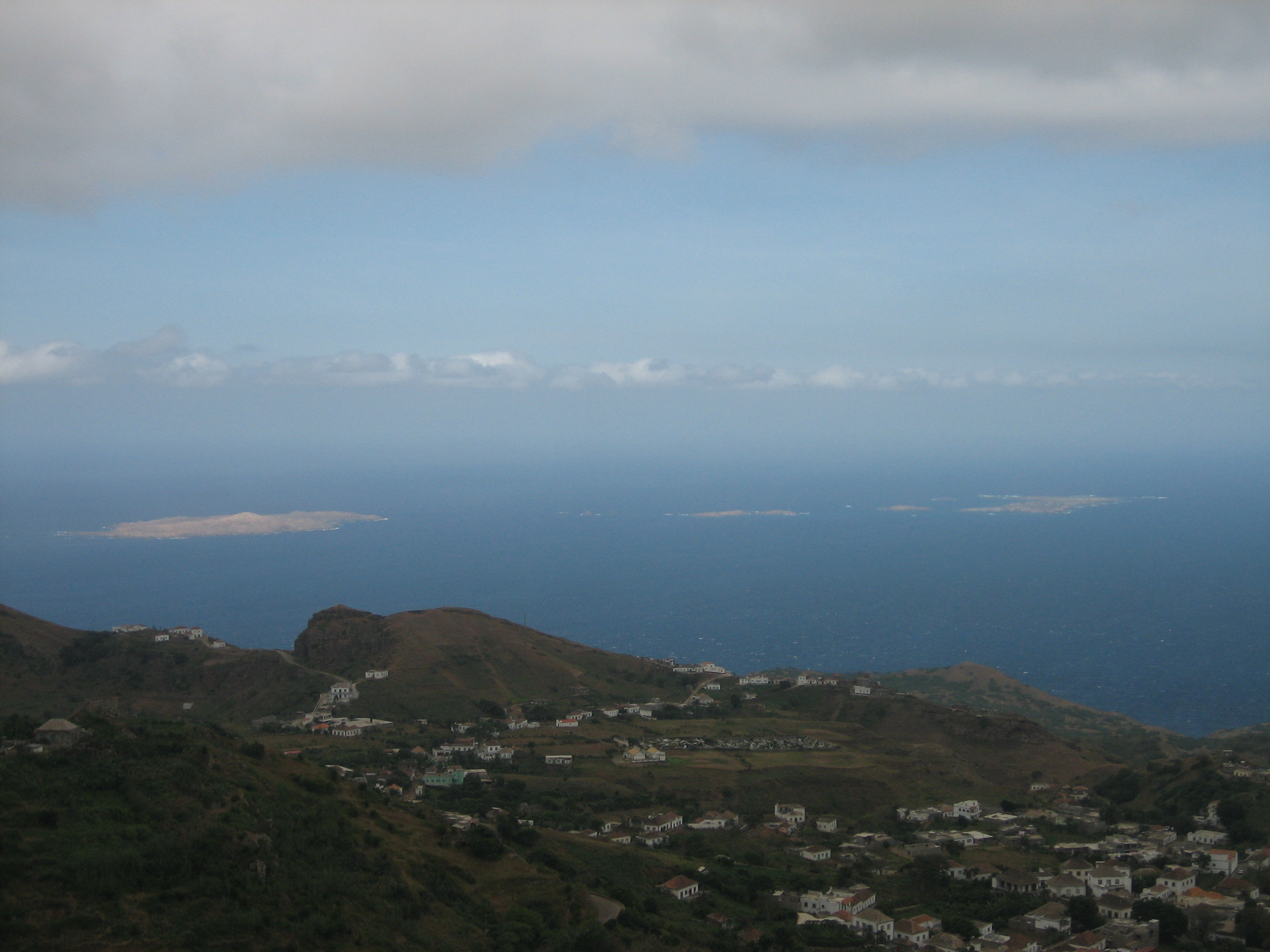
Vue des îles